# Vyrica
Vyrica è una cittadina della Russia europea nordoccidentale, situata nella oblast' di Leningrado (rajon Gatčinskij).
Sorge nella parte sudoccidentale della oblast', sulle sponde del fiume Oredež (affluente della Luga), una sessantina di chilometri a sud di San Pietroburgo. Il suo territorio, cosparso di prati e boschi di conifere, copre un'area di 50 km² popolati da circa 10.000 persone, che aumentano notevolmente in estate poiché Vyrica è una località turistica e molti abitanti di San Pietroburgo vi possiedono le loro dacie di campagna.
Sebbene di antica origine (la prima citazione documentale di Vyrica risalirebbe agli Annali di Novgorod del 1499-1500), la località rimase un modestissimo villaggio fino all'inizio del Novecento, quando presero avvio la sua espansione urbana e la sua vocazione turistica grazie alla costruzione della ferrovia (1904) che la collegava direttamente e rapidamente con San Pietroburgo. Lo sviluppo fu impetuoso e il 27 novembre 1938 un decreto del Praesidium del Soviet Supremo le riconobbe ufficialmente il suo nuovo status di insediamento cittadino. Non a caso qui, nei primi decenni del Novecento, soggiornarono personaggi celebri come Stravinskij o Glazunov.

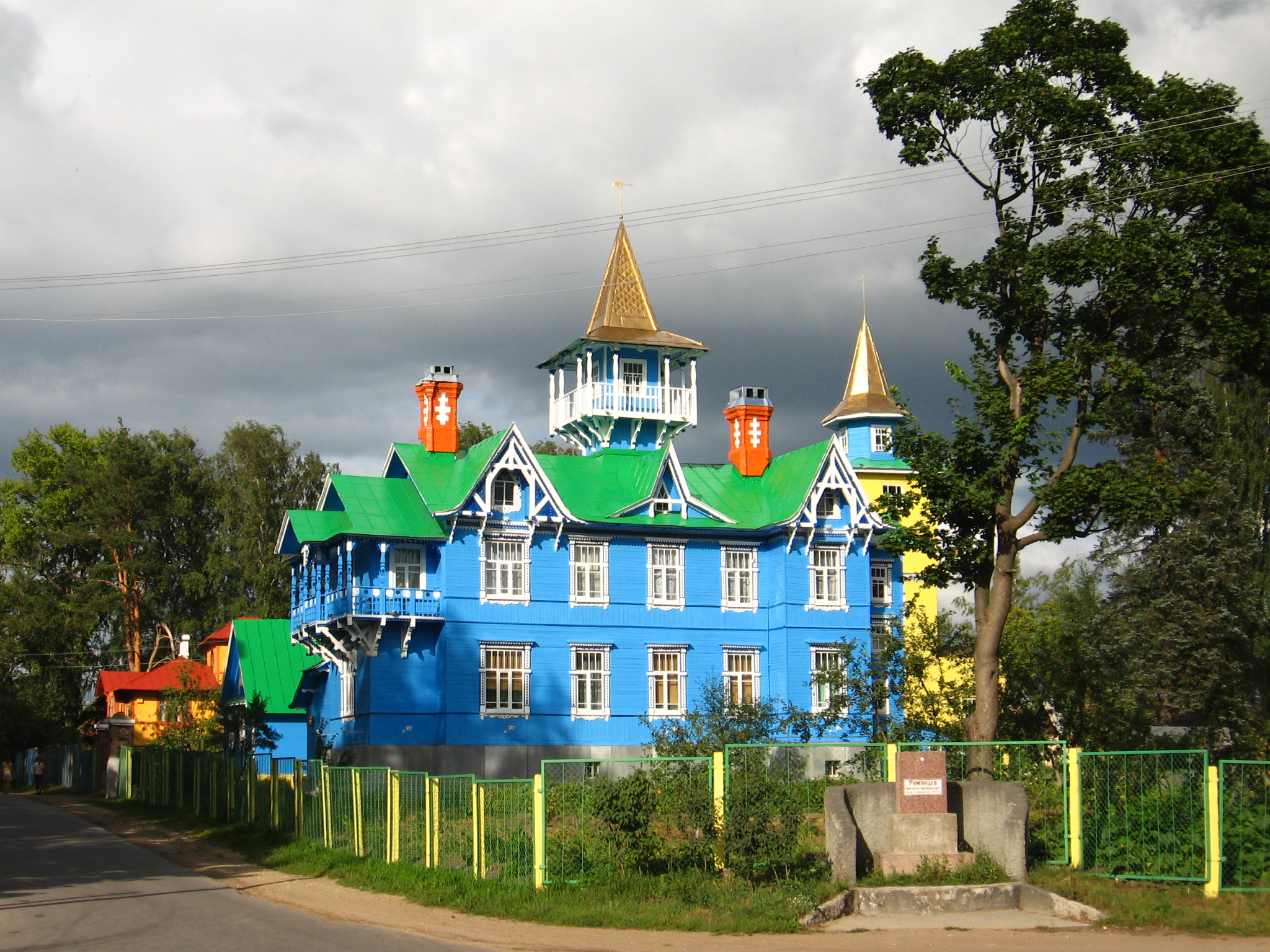
La sede dei "confratelli astemi", fondata da Ivan Čurikov nel 1906 presso le rive dell'Oredež a Vyrica.

Per gli ortodossi la cittadina è un luogo devozionale connesso soprattutto alla vita di Basilio Muraviev, più noto come san Serafino di Vyrica (1865-1949), che vi si stabilì nel 1933 presso la chiesa della Madonna di Kazan', oggi meta preferita non solo per battesimi e matrimoni ma anche di pellegrinaggi alla cappella con le reliquie del santo sortale accanto. Un altro riferimento storico-religioso è la sede del movimento per la cristiana temperanza dei "confratelli astemi" di Ivan Čurikov, condannati tuttavia all'inizio del Novecento dalla gerarchia ufficiale ortodossa come una setta deviata.
Vyritsa custodisce anche la casa dove è nato e vissuto il paleontologo e scrittore di fantascienza Ivan Antonovič Efremov. La biblioteca cittadina porta il suo nome e conserva al proprio interno un piccolo museo del celebre scienziato.